# Oscar Ahumada
Oscar Anhumada (Zárate, 31 de agosto de 1982) é um futebolista argentino que atua como volante. Revelado nas categorias de base do  River Plate, o jogador passou pelo VfL Wolfsburg da Alemanha em 2004, regressou ao River Plate em 2005.